# Jan Pande-Rolfsen
Jan Pande-Rolfsen, född 18 mars 1922, död 11 mars 2002 i Oslo, var en norsk skådespelare och hallåa.
Pande-Rolfsen var son till kontorschefen Henrik Pande-Rolfsen (född 1893) och Katharina "Käth" Devold (1898–1994). Han var från 1948 till sin död gift med skådespelaren Aud Schønemann. Han debuterade som skådespelare vid Det Nye Teater 1941 och var från 1956 anställd vid NRK som hallåa. Han medverkade även i 17 film- och TV-produktioner 1948–2002.

## Filmografi
- 1948 – Den hemlighetsfulla våningen
- 1954 – Portrettet
- 1962 – Stompa & Co
- 1968 – Sus og dus på by'n
- 1969 – Tipp topp. Husmorfilmen 1969
- 1974 – Olsenbanden möter kungen och knekten
- 1974 – Den siste Fleksnes
- 1975 – Olsenbandens sista kupp
- 1982 – Olsenbandens sista kupp
- 1984 – Olsenbandens kommer igen
- 1993 – Morsarvet (TV-serie)
- 1994 – Fredrikssons fabrik (TV-serie)
- 1994 – O.J. ute på prøve (TV-serie)
- 1995–1997 – Mot i brøstet (TV-serie)
- 1999 – Norska Olsenbandet tar hem spelet
- 1999 – Karl & Co (TV-serie)
- 2002 – Holms (TV-serie)